# Камышенка (приток Чика)
Камышенка — река в России, протекает в Коченёвском районе Новосибирской области. Устье реки находится в 20 км по левому берегу реки Чик. Длина реки составляет 43 км. Населяют реку карась, окунь, чебак и щука, ранее встречался налим, ныне истреблённый американской норкой.

## Данные водного реестра
По данным государственного водного реестра России относится к Верхнеобскому бассейновому округу, водохозяйственный участок реки — Обь от Новосибирского гидроузла до впадения реки Чулым, без рек Иня и Томь, речной подбассейн реки — бассейны притоков (Верхней) Оби до впадения Томи. Речной бассейн реки — (Верхняя) Обь до впадения Иртыша.